# Nemoscolus rectifrons
Espèce
Nemoscolus rectifrons est une espèce d'araignées aranéomorphes de la famille des Araneidae.

## Distribution
Cette espèce est endémique du Sénégal.

## Publication originale
- Roewer, 1961 : Opilioniden und Araneen. Le Parc National de Niokolo-Koba, 2. Mémoires de l'Institut français d'Afrique noire, vol. 62, p. 33-81.